# Mediterranean Fleet

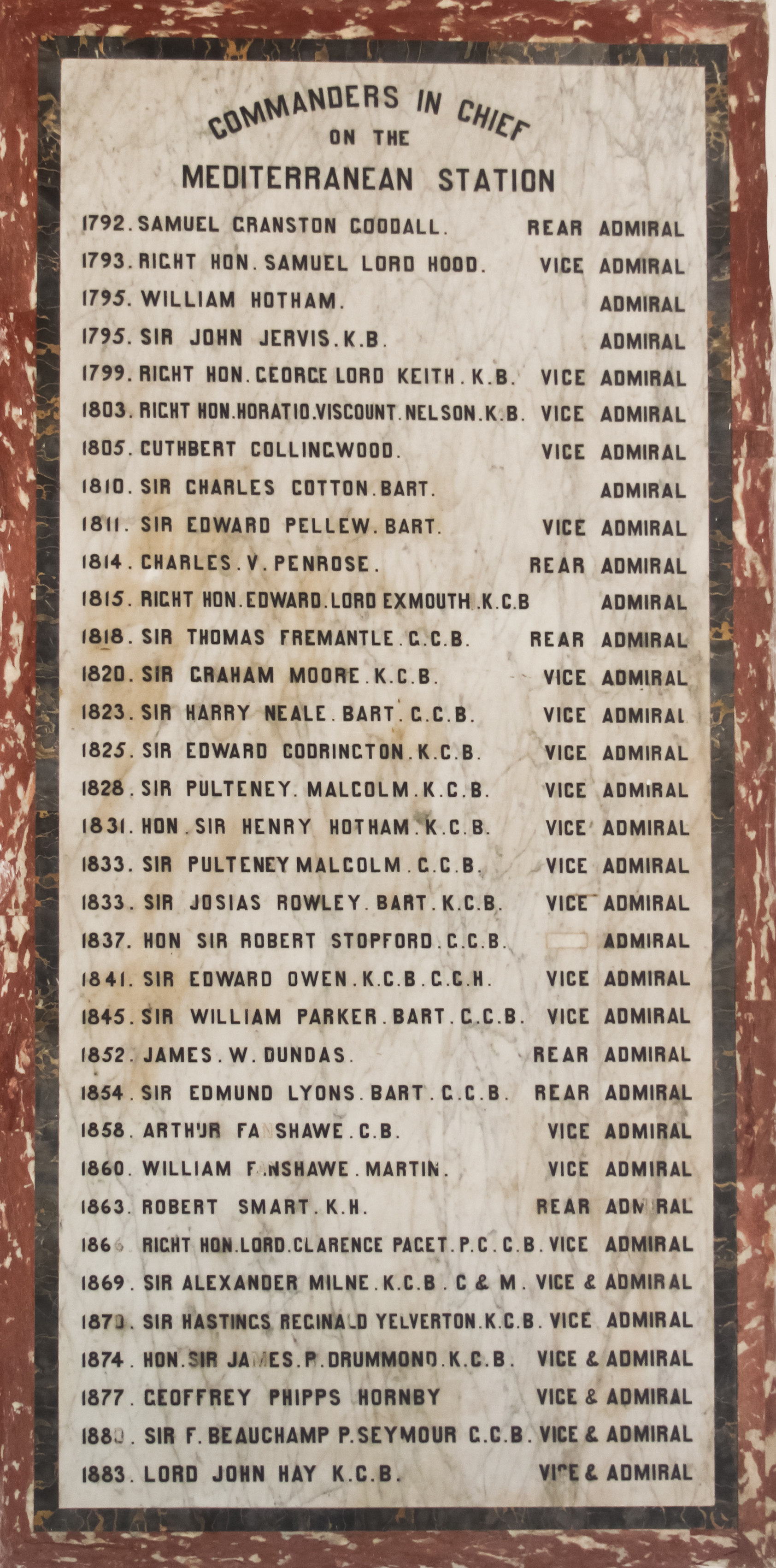
Commanders in Chief van de Middellandse Zeevloot I

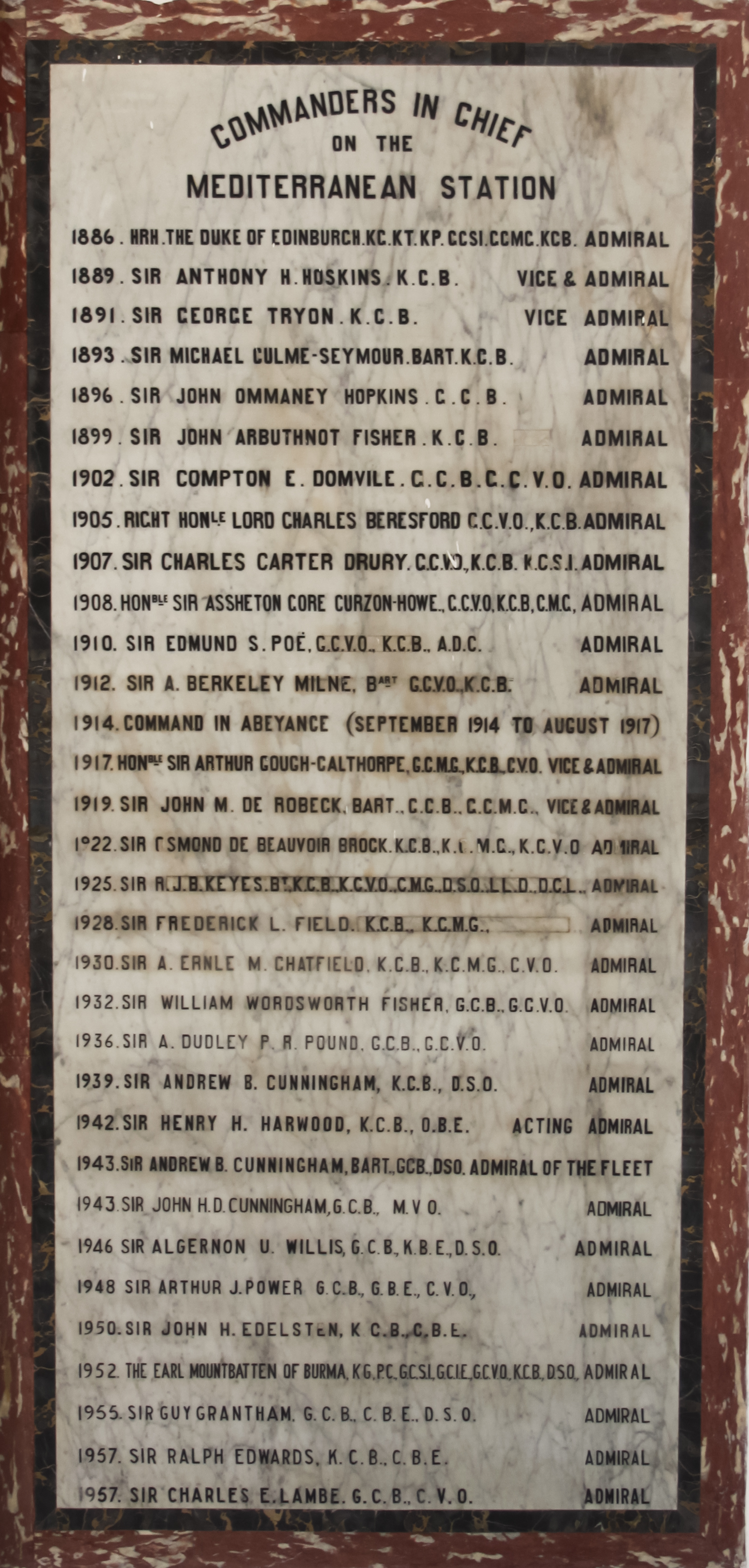
Commanders in Chief van de Middellandse Zeevloot II

De British Mediterranean Fleet of de Britse Middellandse Zeevloot was een deel van de Royal Navy. Ze bestond tussen het midden van de 17e eeuw tot 1967.

## Geschiedenis

### Voor de Tweede Wereldoorlog
De vloot was tijdens zijn geschiedenis een van de meest prestigieuze commando’s van de marine.
De vloot moest de zeeroutes tussen Groot-Brittannië en het grootste deel van het Britse Rijk op het Oostelijk halfrond beschermen. De eerste opperbevelhebber van de vloot werd rond 1665 genoemd en de vloot bleef tot 1967 bestaan.
Malta, deel van het Britse Rijk sinds 1814, werd gebruikt als bevoorradingsstation en was tot midden jaren dertig van de 20e eeuw het hoofdkwartier van de Mediterranean Fleet.
In de laatste decennia van de 19e eeuw was de Mediterranean Fleet de grootste vloot van de Royal Navy. Ze omvatten tien eerste klasse slagschepen – dubbel zoveel als de Channel Fleet – en meerdere grote en kleinere schepen. In 1893 verdronk vice-admiraal Sir George Tyron toen zijn vlaggenschip HMS Victoria op de HMS Camperdown botste en binnen vijftien minuten zonk.
In 1914 werden de HMS Inflexible en de HMS Indomitable, twee slagkruisers van de Invincible-klasse toegevoegd aan de Mediterranean Fleet. De twee schepen vormden samen met de HMS Indefatigable de kern van de Mediterranean Fleet en waren betrokken bij de achtervolging van SMS Goeben en SMS Breslau.
In 1926 werd het vlaggenschip van de Mediterranean Fleet, de HMS Warspite, gemoderniseerd. Onder het bevel van admiraal Roger Keyes bereikte de vloot een hoogtepunt. Onder Keyes dienden officieren als Dudley Pound (chef-staf), Ginger Boyle (commandant van een kruisereskader) en Augustus Agar (commandant van een torpedojagereenheid).

### Tweede Wereldoorlog
De vloot verhuisde net voor de Tweede Wereldoorlog naar Alexandrië, Egypte vanwege mogelijke  luchtaanvallen vanaf het Italiaanse vasteland.
Op 3 september 1939 stond de Mediterranean Fleet onder bevel van admiraal Andrew Cunningham. De vloot bestond naast het vlaggenschip HMS Warspite uit de 1e Battle Squadron, 1e Cruiser Squadron, 3e Cruiser Squadron, 1e Destroyer Flotilla, 2e Destroyer Flotilla,
3e Destroyer Flotilla, 4e Destroyer Flotilla, onderzeeërs en het vliegkampschip HMS Glorious.
In 1940 viel de Mediterranean Fleet de Italiaanse vloot bij Tarente aan door middel van luchtaanvallen. Andere belangrijke zeeslagen waar de vloot bij was betrokken was de Slag bij Kaap Matapan en de Slag om Kreta.
De vloot moest later Italiaanse en Duitse versterkingen en bevoorrading voor de Noord-Afrikaanse Veldtocht blokkeren.

### Na de Tweede Wereldoorlog
In oktober 1946 waren eenheden van de Mediterranean Fleet betrokken geraakt bij de Straat van Korfoe-incidenten. De gebeurtenis begon toen de HMS Saumarez in de Straat van Korfoe op een mijn liep. De zeestraat werd in de daaropvolgende operatie, onder bescherming van de HMS Ocean, twee kruisers, drie torpedojagers en drie fregatten, door elf mijnenvegers schoongeveegd.
Later was de vloot betrokken bij operaties om te verhinderen dat joodse vluchtelingen uit de nazi-kampen zich in het Mandaatgebied Palestina zouden vestigen.
In juli 1947 bezochten twee vliegkampschepen (de HMS Ocean en de HMS Triumph) Istanbul en de HMS Liverpool, HMS Chequers en de HMS Chaplet bezochten Sebastopol. Het slagschip HMS Vanguard diende in 1949 voor zes maanden bij de Mediterranean Fleet en keerde in 1954 voor een korte tijd terug tijdens een gezamenlijke oefening met de Home Fleet.
Tussen 1952 en 1967 was de post van opperbevelhebber van de Mediterranean Fleet gecombineerd met die van NAVO-bevelhebber over alle geallieerde eenheden in het Middellandse Zeegebied. In 1956 werd de vloot ingezet bij de Suezcrisis.
In de jaren zestig daalde het belang om een route tussen Groot-Brittannië en de Britse gebieden vanwege de afbrokkeling van het Britse Rijk in stand te houden. Ook werd het zwaartepunt van de marine vanwege de Koude Oorlog verplaatst naar het noordelijk Atlantisch gebied. De Mediterranean Fleet werd uiteindelijk in 1967 opgeheven. De schepen en installaties werden overgedragen aan de Britse Eastern Fleet.
De Royal Navy is nog in de Middellandse Zee aanwezig als haar schepen deel uit maken van het multinationale NAVO-eskader Standing NATO Response Force Maritime Group 2, de NAVO-opvolger van de Standing Naval Force Mediterranean.

## Bevelhebbers Mediterranean Fleet
De bevelhebbers waren:

| Bevelhebber | Van                                                         | Tot              | Vlaggenschip                                                                                 | Opmerking |
| --- | ----------------------------------------------------------- | ---------------- | -------------------------------------------------------------------------------------------- | --- |
| Vice-admiraal Charles Saunders | januari 1757                                                | mei 1757         |                                                                                              | |
| Vice-admiraal Henry Osborn | mei 1757                                                    | april 1760       |                                                                                              | |
| Vice-admiraal Sir Charles Saunders | april 1760                                                  | 1763             |                                                                                              | |
| Vice-admiraal Augustus Hervey | 1763                                                        | ?                |                                                                                              | |
| Vice-admiraal Sir Richard Spry | 1766                                                        | 1769             |                                                                                              | |
| Vice-admiraal Earl Howe | 1770                                                        | c.1776           |                                                                                              | |
| | c.1776                                                      | 1783             |                                                                                              | |
| Vice-admiraal Sir John Lindsay | 1783                                                        | 1784             |                                                                                              | |
| Vice-admiraal Phillips Cosby | 1785                                                        | 1789             |                                                                                              | |
| | 1789                                                        | 1793             |                                                                                              | |
| Vice-admiraal Sir Samuel Hood | februari 1793                                               | oktober 1794     |                                                                                              | |
| Vice-admiraal Lord Hotham | oktober 1794                                                | november 1795    |                                                                                              | |
| Vice-admiraal Lord Jervis | 1796                                                        | 1799             |                                                                                              | |
| Vice-admiraal Lord Keith | november 1799                                               | 1802             |                                                                                              | |
| Vice-Admiral Lord Nelson | mei 1803                                                    | januari 1805     |                                                                                              | stierf tijdens de Slag bij Trafalgar |
| Vice-admiraal Lord Collingwood | 1805                                                        | 1810             |                                                                                              | |
| Vice-admiraal Sir Charles Cotton | 1810                                                        | 1811             |                                                                                              | |
| Vice-admiraal Sir Edward Pellew | 1811                                                        | 1814             |                                                                                              | |
| Vice-admiraal Sir Charles Penrose | 1814                                                        | 1815             |                                                                                              | |
| Vice-admiraal Lord Exmouth | 1815                                                        | 1816             |                                                                                              | |
| Vice-admiraal Sir Charles Penrose | 1816                                                        | 1818             |                                                                                              | |
| Vice-admiraal Sir Thomas Fremantle | 1818                                                        | 1820             |                                                                                              | |
| Vice-admiraal Sir Graham Moore | 1820                                                        | 1823             |                                                                                              | |
| Vice-admiraal Sir Harry Burrard-Neale | 1823                                                        | 1826             |                                                                                              | |
| Vice-admiraal Sir Edward Codrington | 1826                                                        | 1828             |                                                                                              | |
| Vice-admiraal Sir Pulteney Malcolm | 1828                                                        | 1831             |                                                                                              | |
| Vice-admiraal Sir Henry Hotham | 30 maart 1831                                               | 19 april 1833    |                                                                                              | Stierf op 19 april 1833. |
| Vice-admiraal Sir Pulteney Malcolm | 3 mei 1833                                                  | 18 december 1833 |                                                                                              | |
| Vice-admiraal Sir Josias Rowley | 18 december 1833                                            | 9 februari 1837  |                                                                                              | |
| Admiraal Sir Robert Stopford | 9 februari 1837                                             | 14 oktober 1841  |                                                                                              | |
| Vice-admiraal Sir Edward Owen | 14 oktober 1841                                             | 27 februari 1845 |                                                                                              | |
| Vice-admiraal Sir William Parker | 27 februari 1845                                            | 13 juli 1846     |                                                                                              | Parker was in juli 1846 kort First Naval Lord maar vroeg toestemming om naar de Mediterranean Fleet terug te keren op grond van zijn gezondheid                      |
| Vice-admiraal Sir William Parker | 24 juli 1846                                                | 17 januari 1852  |                                                                                              | |
| Rear-Admiral Sir James Dundas | 17 januari 1852                                             | 1854             |                                                                                              | Vice-adm. 17 december 1852 |
| Rear-Admiral Sir Edmund Lyons | 1854                                                        | 22 februari 1858 |                                                                                              | Vice-adm. 19 maart 1857 |
| Vice-admiraal Sir Arthur Fanshawe | 22 februari 1858                                            | 19 april 1860    | HMS Marlborough                                                                              | |
| Vice-admiraal Sir William Martin | 19 april 1860                                               | 20 april 1863    | Marlborough                                                                                  | |
| Vice-admiraal Sir Robert Smart | 20 april 1863                                               | 28 april 1866    | Marlborough dan HMS Victoria                                                                 | |
| Vice-admiraal Lord Clarence Paget | 28 april 1866                                               | 28 april 1869    | Victoria dan HMS Caledonia                                                                   | |
| Vice-admiraal Sir Alexander Milne | 28 april 1869                                               | 25 oktober 1870  | HMS Lord Warden                                                                              | Adm. 1 april 1870 |
| Vice-admiraal Sir Hastings Yelverton | 25 oktober 1870                                             | 13 januari 1874  | Lord Warden                                                                                  | |
| Vice-admiraal Sir James Drummond | 13 januari 1874                                             | 15 januari 1877  | Lord Warden dan HMS Hercules                                                                 | |
| Vice-admiraal Sir Geoffrey Hornby | 5 januari 1877                                              | 5 februari 1880  | HMS Alexandra                                                                                | Adm. 15 juni 1879 |
| Vice-admiraal Sir Beauchamp Seymour | 5 februari 1880                                             | 7 februari 1883  | HMS Inconstant en HMS Alexandra                                                              | Adm. 6 mei 1882 |
| Vice-admiraal Lord John Hay | 7 februari 1883                                             | 5 februari 1886  | HMS Alexandra                                                                                | Adm. 8 juli 1884 |
| Vice-admiraal Duke of Edinburgh | 5 februari 1886                                             | 11 maart 1889    | HMS Alexandra                                                                                | Adm. 18 oktober 1887 |
| Vice-admiraal Sir Anthony Hoskins | 11 maart 1889                                               | 20 augustus 1891 | HMS Alexandra maart 89 - dec 89 HMS Camperdown dec 89 - mei 90 HMS Victoria vanaf mei 90     | Adm. 20 juni 1891 |
| Vice-admiraal Sir George Tryon | 20 augustus 1891                                            | 22 juni 1893     | HMS Victoria                                                                                 | Stierf tijdens een oefening met de HMSVictoria |
| Admiraal Sir Michael Culme-Seymour | 29 juni 1893                                                | 10 november 1896 | HMS Ramillies                                                                                | |
| Admiraal Sir John Hopkins | 10 november 1896                                            | 1 juli 1899      | HMS Ramillies                                                                                | |
| Admiraal Sir John Fisher | 1 juli 1899                                                 | 1902             | HMS Renown                                                                                   | |
| Admiraal Sir Compton Domvile | 1902                                                        | juni 1905        | HMS Bulwark                                                                                  | |
| Admiraal Lord Charles Beresford | benoemd 1 mei 1905 nam commando over 6 juni 1905            | februari 1907    | HMS Bulwark                                                                                  | |
| Admiraal Sir Charles Drury | benoemd 5 maart 1907 nam commando over 27 maart 1907        | 1908             | HMS Queen                                                                                    | |
| Admiraal Sir Assheton Curzon-Howe | benoemd 20 november 1908 nam commando over 20 november 1908 | 1910             | HMS Exmouth                                                                                  | |
| Admiraal Sir Edmund Poë | benoeming 30 april 1910 nam commando over 30 april 1910     | november 1912    | HMS Exmouth                                                                                  | |
| Admiraal Sir Berkley Milne | benoemd 1 juni 1912 nam commando over small> 12 juni 1912   | 27 augustus 1914 | HMS Inflexible                                                                               | |
| Tijdens de Eerste Wereldoorlog werd het station op verschillende tijden in verschillende delen opgedeeld. Er was een algehele geallieerde opperbevelhebber, die was van de Franse marine en is hier dus niet opgenomen. |                                                             |                  |                                                                                              | |
| Admiraal Sir Somerset Gough-Calthorpe | 26 augustus 1917                                            | 25 juli 1919     |                                                                                              | Commander-in-Chief Mediterranean |
| Vice-admiraal Sir John de Robeck | 26 juli 1919                                                | 14 mei 1922      | HMS Iron Duke                                                                                | |
| Vice-admiraal Sir Osmond Brock | 15 mei 1922                                                 | 7 juni 1925      | HMS Iron Duke                                                                                | Admiraal 31 juli 1924 |
| Admiraal Sir Roger Keyes | 8 juni 1925                                                 | 7 juni 1928      | HMS Warspite                                                                                 | |
| Admiraal Sir Frederick Field | 8 juni 1928                                                 | 28 mei 1930      | HMS Queen Elizabeth                                                                          | |
| Admiraal Sir Ernle Chatfield | 27 mei 1930                                                 | 31 oktober 1932  | HMS Queen Elizabeth                                                                          | |
| Admiraal Sir William Fisher | 31 oktober 1932                                             | 19 maart 1936    | HMS Resolution later HMS Queen Elizabeth                                                     | |
| Admiraal Sir Dudley Pound | 20 maart 1936                                               | 31 mei 1939      | HMS Queen Elizabeth                                                                          | |
| Tijdens de Tweede Wereldoorlog werd de Mediterranean Fleet op bepaalde tijdstippen verdeeld tussen commando’s. |                                                             |                  |                                                                                              | |
| Admiraal Sir Andrew Cunningham | 1 juni 1939 6 juni 1939 nam commando over                   | maart 1942       | HMS Warspite augustus 1939 HMS St Angelo (basis, Malta) april 1940 HMS Warspitefebruari 1941 | Commander-in-Chief, Mediterranean Fleet. Vice-admiraal Cunningham kreeg de acting rank van admiraal op 1 juni 1930 en werd op 3 januari 1941 bevorderd tot admiraal. |
| Admiraal Sir Henry Harwood | 22 april 1942                                               | februari 1943    | Warspite HMS Nile (basis, Alexandrië) Aug 1942                                               | Commander-in-Chief, Mediterranean Fleet. Vice-admiraal Harwood werd de acting rank van admiraal gegeven.                                                             |
| Admiraal Sir Andrew Cunningham | 1 november 1942                                             | 20 februari 1943 | HMS Hannibal (basis, Algiers)                                                                | Naval Commander Expeditionary Force (NCXF) North Africa and Mediterranean                                                                                            |
| Begin 1943 werd de Mediterranean Fleet gesplitst in een commando voor schepen en een commando voor havens en marinehavens: Mediterranean Fleet: C-in-C Med Fleet, 15th Cruiser Squadron, Cdre. (D) Levant: C-in-C Levant, Alexandrië, Malta, Port Said, Haifa, Bizerta, Tripoli, Mersa Matruh, Benghazi, Aden, Bone, Bougie, Philippeville Levant werd eind december 1943 hernoemd tot Eastern Mediterranean . |                                                             |                  |                                                                                              | |
| Admiral of the Fleet Sir Andrew Cunningham | 20 februari 1943                                            | 15 oktober 1943  | HMS Hannibal (basis, Algiers/Taranto)                                                        | Commander-in-Chief, Mediterranean Fleet. |
| Admiraal Sir John Cunningham | 15 oktober 1943                                             | februari 1946    | HMS Hannibal (basis, Algiers/Taranto)                                                        | Commander-in-Chief, Mediterranean Station & Allied Naval Commander Mediterranean                                                                                     |
| Admiraal Sir John Cunningham | 5 juni 1943                                                 | augustus 1943    | HMS Nile (basis, Alexandrië)                                                                 | Commander-in-Chief, Levant. |
| Vice-admiraal Sir Algernon Willis tijdelijk | 14 oktober 1943                                             | december 1943    | HMS Nile (basis, Alexandrië)                                                                 | Commander-in-Chief, Levant. |
| Vice-admiraal Sir Bernard Rawlings | 28 december 1943                                            | juni 1944        | HMS Nile (basis, Alexandrië) april 1944                                                      | Flag Officer, Eastern Mediterranean. Vanaf 8 juni 1944 Sir H. Bernard Rawlings                                                                                       |
| |                                                             |                  |                                                                                              | |
| Admiraal Sir Algernon Willis | 1946                                                        | 1948             | HMS St Angelo (basis, Malta)                                                                 | |
| Admiraal Sir Arthur Power | 1948                                                        | 1950             | HMS St Angelo (basis, Malta)                                                                 | Commander-in-Chief, Mediterranean |
| Admiraal Sir John Edelsten | 1950                                                        | 1952             | HMS St Angelo (basis, Malta)                                                                 | Commander-in-Chief, Mediterranean |
| Admiraal Lord Mountbatten | 1952                                                        | 1954             | HMS St Angelo (basis, Malta)                                                                 | Commander-in-Chief, Mediterranean |
| Admiraal Sir Guy Grantham | 10 dec 1954                                                 | 10 apr 57        | HMS St Angelo (basis, Malta)                                                                 | |
| Vice admiraal Sir Ralph Edwards | 10 apr 57                                                   | 11 nov 58        | HMS St Angelo (basis, Malta)                                                                 | |
| Admiraal Sir Charles Lambe | 11 nov 58                                                   | 2 feb 59         | HMS Phoenicia (basis, Malta)                                                                 | |
| Admiraal Sir Alexander Bingley | 2 feb 59                                                    | 30 juni 61       | HMS Phoenicia (basis, Malta)                                                                 | |
| Admiraal Sir Deric Holland-Martin | 30 juni 61                                                  | 1 feb 64         | HMS Phoenicia (basis, Malta)                                                                 | |
| Admiraal Sir John Hamilton | 1 feb 1964                                                  | 5 juni 1967      | HMS St Angelo (basis, Malta)                                                                 | |